# Archives, Vol. 3.5: Various Mysteries
Archives, Vol. 3.5: Various Mysteries é uma coletânea do guitarrista virtuoso estadunidense Steve Vai.
Lançado em janeiro de 2013, é o quinto álbum de uma série de uma coletânea de músicas "em arquivo" do guitarrista. É composto por músicas dos ábuns Mystery Tracks – Archives Vol. 3, e Various Artists – Archives Vol. 4, ambos de 2003.

## Faixas
01. "Noah's Ark" (Gregg Bissonette) - 6:11

02. "There's Still Hope" (Bob Harris) - 6:46

03. "Opposites Attract, Pt.1" (Steve Vai) - 3:52

04. "Selfless Love" (Steve Vai) - 3:27

05. "Essence" (Steve Vai) - 5:50

06. "Western Vacation" (Western Vacation) - 8:15

07. "Feathers" (Steve Vai) - 5:10

08. "Speed

09. "Misfits" (Steve Vai) - 6:12

10. "Gone" ("Lilly" (Lillian Vai, Steve's Sister)) - 2:25

11. "Just Cartilage" (Devin Townsend - Steve Vai) - 4:18

12. "San-San-Nana-Byoushi" (Steve Vai) - 3:33

13. "Maple Leafs" (Mike Keneally, Steve Vai) - 2:25 

14. "Wipeout 2000" - 3:41

15. "The Murder" (Steve Vai) - 3:21

16. "Autumn In Nepal" (Bob Harris) - 8:21

17. "Opposites Attract, Pt. 2" (The Indulgent Version) - 9:23